# Oscar Levant
Oscar Levant (Pittsburgh, Pensilvania; 27 de diciembre de 1906-Beverly Hills, California; 14 de agosto de 1972) fue un pianista, compositor, autor, humorista y actor estadounidense. Fue famoso por su carácter mordaz y por su agudeza actuando en producciones radiofónicas, cinematográficas y televisivas.

## Biografía
Nacido en Pittsburgh, Pensilvania, en el seno de una familia judía ortodoxa de origen ruso, Levant fue a vivir a Nueva York en 1922, tras fallecer su padre, Max. Inició estudios bajo la tutela de Zygmunt Stojowski, un conocido profesor de piano. En 1924, a los 18 años de edad, actuó junto a Ben Bernie en un corto, Ben Bernie and All the Lads, rodado en Nueva York con el sistema sonoro de Lee DeForest Phonofilm.
En 1928, Levant viajó a Hollywood, donde su carrera tuvo un giro positivo. Allí entabló amistad con George Gershwin. Entre 1929 y 1948 compuso música para más de veinte producciones cinematográficas, y en ese período también compuso total o parcialmente numerosas canciones populares, destacando de entre ellas "Blame It on My Youth" (1934).
Hacia 1932 empezó a componer música seria. Estudió bajo la dirección de Arnold Schoenberg, impresionándole hasta el punto de que el compositor le ofreció trabajar como su ayudante (Levant rechazó la oferta, al no considerarse capacitado). Sus estudios formales hicieron que Aaron Copland le solicitara tocar en Yaddo en el Festival de música contemporánea americana. Levant empezó a componer un nuevo trabajo orquestal, una sinfonietta. Coincidiendo con todo ello, se casó con la actriz Barbara Woodell, de la que se divorció en 1932.
En 1939 Levant se casó por segunda vez, con la cantante y actriz June Gale (nacida Doris Gilmartin), una de las Hermanas Gale. Oscar y June permanecieron casados 33 años, hasta la muerte de él. Tuvieron tres hijos: Marcia, Lorna, y Amanda.
Levant era entonces quizás más conocido del público americano por ser uno de los panelistas del concurso radiofónico Information Please. En un principio se había pensado en él como panelista invitado, pero Levant se hizo tan popular que pasó a formar parte del reparto del show, participando en el mismo junto a los panelistas Franklin Pierce Adams y John Kieran, presentados por Clifton Fadiman.
Desde 1947 a 1949, Levant actuó con regularidad en el show radiofónico de la NBC Kraft Music Hall, protagonizado por Al Jolson. No solo acompañaba a Jolson al piano con canciones populares y clásicas, sino que a menudo bromeaba e improvisaba con Jolson y sus invitados. Ambos artistas tenían relación con George Gershwin—Jolson presentó la canción de Gershwin "Swanee"—algo que influyó en su buena relación. Los dos actuaron como ellos mismos en el biopic de Gershwin Rhapsody in Blue (1945). Levant también actuó en The Barkleys of Broadway (1949) y Un Americano en París (1951).
A principios de los años 1950, Levant fue panelista ocasional del concurso de la NBC Who Said That?. Entre 1958 y 1960 Levant presentó un talk show televisivo para la KCOP-TV de Los Ángeles, The Oscar Levant Show, el cual más adelante de transmitiría en redifusión. En el programa tocaba el piano, monologaba y entrevistaba a invitados de la talla de Fred Astaire y Linus Pauling.
Tendente a la neurosis y la hipocondría, en sus últimos años Levant sufrió adicción a los medicamentos, y con frecuencia hubo de ser llevado por su esposa a hospitales psiquiátricos.

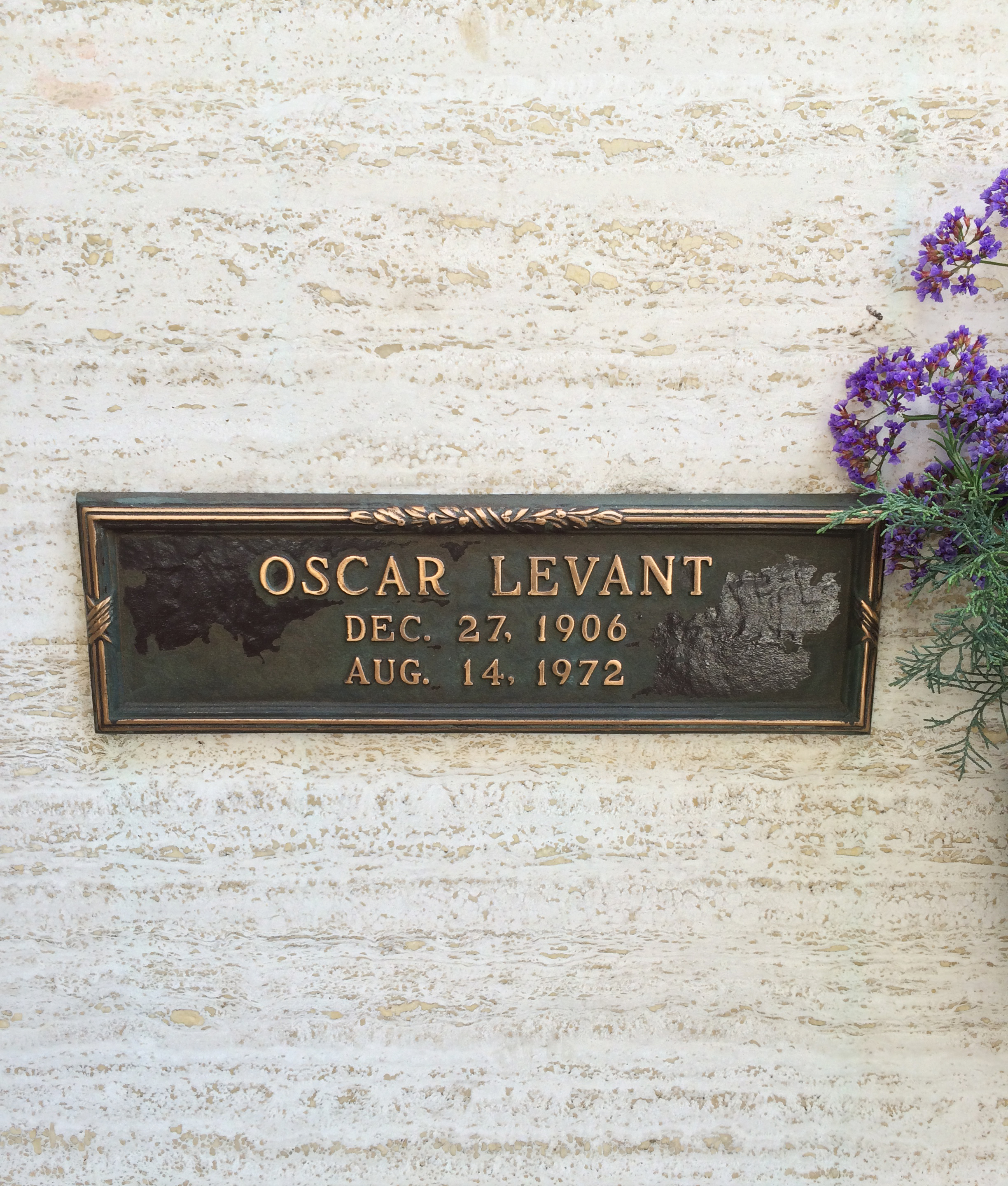
Cripta de Oscar Levant en el Westwood Memorial Park

A causa de todo ello, Levant se retiró paulatinamente de la vida pública.
Fumador empedernido, Oscar Levant falleció en Beverly Hills, California, a causa de un infarto agudo de miocardio, en 1972, a los 65 años de edad. Fue enterrado en el Cementerio Westwood Village Memorial Park de Los Ángeles.

## Filmografía
- Ben Bernie and All the Lads (1924)
- The Dance of Life (1929)
- Night Parade (1929)
- In Person (1935)
- Charlie Chan at the Opera (1936)
- Rhythm on the River (1940)
- Kiss the Boys Goodbye (1941)
- Rhapsody in Blue (1945)
- Humoresque (1946)
- Romance on the High Seas (1948)
- You Were Meant for Me (1948)
- The Barkleys of Broadway (1949)
- Un americano en París (1951)
- O. Henry's Full House (1952)
- The I Don't Care Girl (1953)
- The Band Wagon (1953)
- The Cobweb (1955)
- The Oscar Levant Show (1958)
- Jack Benny Program (1958) (TV, estrella invitada)

## Teatro en Broadway
- Burlesque (1927), musical, intérprete[8]
- Ripples (1930), musical, cocompositor[9]
- Sweet and Low (1930), musical, compositor[10]
- The Fabulous Invalid (1938), musical, director suplente[11]
- The American Way (1939), musical, director[12] y compositor[13]

## Memorias
- A Smattering of Ignorance, Nueva York: Doubleday, 1940
- The Memoirs of an Amnesiac, Nueva York: Putnam's, 1965
- The Unimportance of Being Oscar, Nueva York: Putnam's, 1968